# Lana Parrilla
Lana Parrilla  (Brooklyn, 15 de julho de 1977) é uma atriz estadunidense, mais conhecida por seus papéis nas séries Spin City (2000 - 2001), Boomtown (2002 - 2003), 24 (2005), Swingtown (2008), Miami Medical (2010) ,Once Upon a Time (2011 - 2018), Why Women Kill (2021) e The Lincoln Lawyer (2023).

## Biografia
Lana Parrilla nasceu no dia 15 de julho de 1977 em Brooklyn, Nova Iorque. Filha de Samuel Parrilla (1943-1994), um porto-riquenho e jogador profissional de beisebol do Philadelphia Phillies no início de 1970 e da pintora e bancária Dolores Azzara que é descendente de italianos. Lana tem uma irmã mais velha chamada Deena Parrilla e é sobrinha da também atriz Candice Azzara.
Seus pais se divorciaram quando ela tinha apenas 4 anos de idade. Ela passou seus primeiros dez anos vivendo com sua mãe, e então foi morar com seu pai.
Parrilla conviveu longo tempo com sua tia Candice Azzara, atriz americana, que a inspirou desde cedo. Ela cresceu em uma casa onde criatividade e a realização dos sonhos eram definitivamente encorajadas. Quando pequena fazia vídeos caseiros com a família. E sua tia era fonte de inspiração e admiração, sendo então sua mentora e de grande influência. Lana contou em uma entrevista para a Revista Nuevo Impact que apesar de ter começado sua carreira somente após os 16 anos, ela sabia que era isso o que ela realmente queria com 11 anos de idade.
Durante o tempo em que viveu com o pai, Parrilla não tinha permissão para frequentar uma escola de artes cênicas devido a super proteção dele, tendo então que adiar sua entrada em uma carreira de atuação mais séria. Lana viveu com o pai até fevereiro de 1994, quando ele foi baleado no peito durante um assalto. Samuel Parrilla tinha 50 anos e faleceu em Long Island, no Brooklyn Hospital. Lana contou em entrevista para a Revista Nuevo Impact o quão devastador foi e que ela tinha somente 16 anos na época. Ela conta também que insistiu na carreira de atriz por causa do pai.
Após formar-se no ensino médio, mudou-se para Los Angeles e iniciou seus estudos em artes cênicas buscando uma carreira profissional. Ela estudou com o aclamado instrutor Milton Katselas na Beverly Hills Playhouse. Ela fez aulas particulares de canto por cerca de 10 anos, mas não para cantar e sim para atuar.
Um fã da Lana Parrilla e/ou sua personagem Regina Mills/Rainha Má no programa de TV 'Era uma vez' chama-se "Evil Regal", é o nome que Lana os deu quando le-perguntaram como se deveriam identificar.

## Carreira

### 1999 - 2010
Parrilla fez sua primeira aparição na televisão em 1999, na série Grown Ups.
Em 2000, ela foi incluída no elenco do filme Very Mean Men com Matthew Modine e Martin Landau, e assumiu a liderança do filme de terror e ficção científica Spiders. Lana também apareceu no episódio piloto de "Semper FI", série de ação de Steven Spielberg. A série, de inicialmente 13 episódios, estava programada para ir ao ar no Outono de 2000 na NBC mas o projeto de série acabou tendo um investimento de 5 milhões de dólares e estreou como filme, visto que o episódio piloto havia 2 horas de duração.
Teve sua primeira grande chance com o papel da determinada assistente do prefeito, Angie Ordonez, no ABC de comédia "Spin City" (2000-2001), contracenando com Charlie Sheen durante a temporada. Em 2002, teve duas participações especiais na série JAG, interpretando a Tenente Stephanie Donato e em The Shield contracenando com Michael Chiklis. No mesmo ano de 2002 até 2003, ela conseguiu um papel principal na série “Boomtown” da NBC, onde desempenhou o papel da paramédica Teresa Ortiz. Com este papel, ela foi indicada e vencedora do prêmio Mellhor Atriz Coadjuvante em Série Dramática no Imagen Award
Iniciando o sucesso, Boomtown começou a passar por grandes esforços, e a personagem de Lana se tornou uma recruta da academia de polícia, para envolvê-la mais na série. A série teve seu cancelamento no segundo episódio da segunda temporada.
Em 2003, fez aparição no filme Frozen Stars interpretando Lisa Vasquez. Filme dramático que explora a vida de quatro jovens lutando com conflitos emocionais, problemas familiares, crenças religiosas e o poder esmagador do e amor e da amizade.
Em 2004, ela marcou presença em 3 episódios da série “NYPD Blue” na 11º temporada, interpretando a oficial Janet Grafton que possuía um marido abusivo. Fez também uma participação especial como Maine em 2 episódios da 4º temporada de “Six Feet Under”, série produzida pelo canal HBO.
Em 2005, Parrilla teve um papel recorrente na quarta temporada da série 24 horas, interpretando Sarah Gavin, uma agente da Unidade Contra Terrorismo. Depois de apenas seis episódios, Lana foi promovida como membro do elenco principal, mas no décimo terceiro episódio, ela saiu da série.
No mesmo ano, fez o filme “One Last Ride” (Aposta Final) junto com sua tia Candice Azzara.
Em 2006, estrelou na série de verão da NBC “Windfall” que a reuniu com antigos companheiros de elenco, Sarah Wynter (24 Horas) e Jason Gedrick (Boomtown)”. O programa infelizmente não teve a segunda temporada renovada devido à baixa audiência.

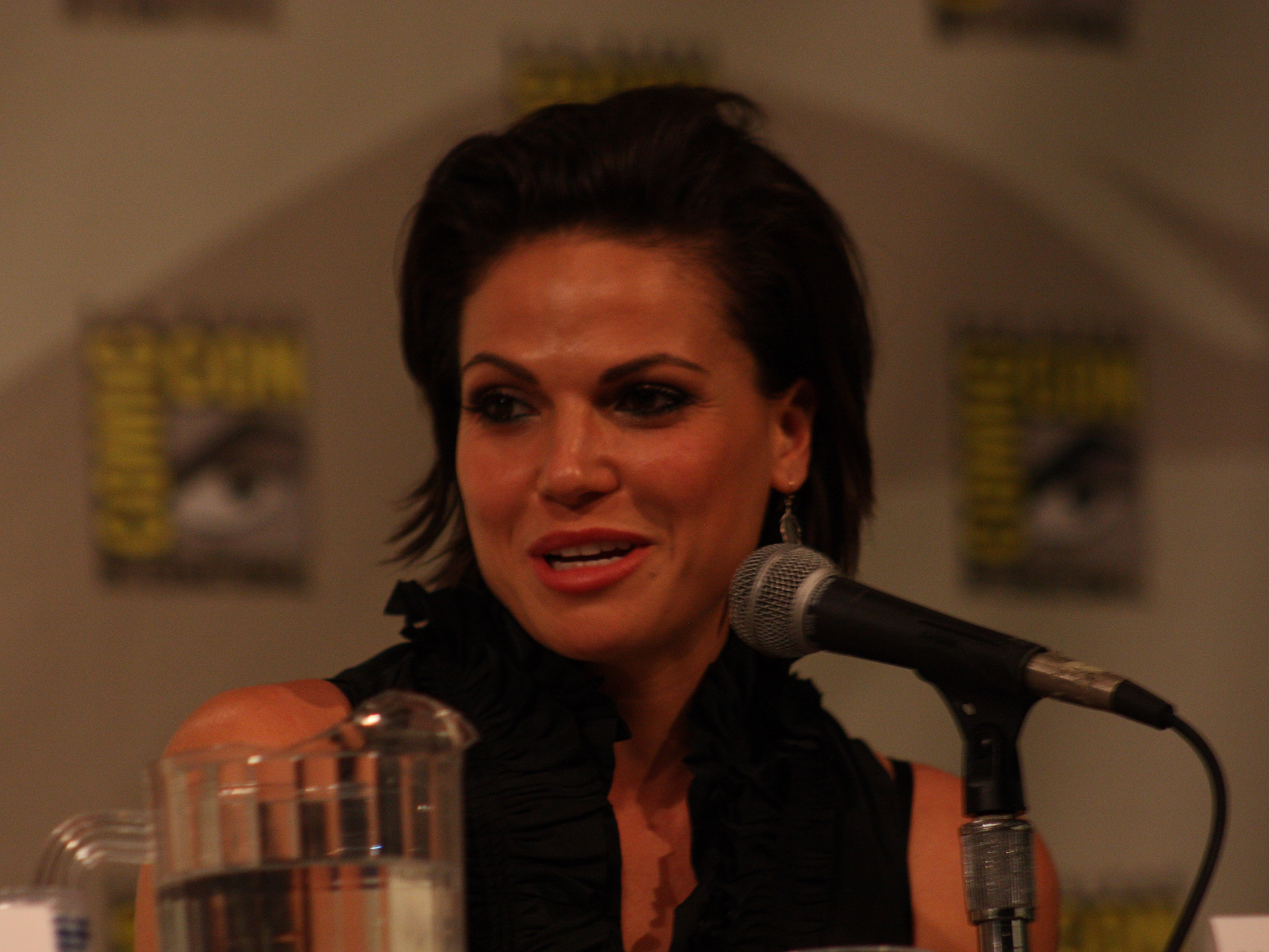
Lana na Comic-Con San Diego 2011

Em 2007 interpretou Greta, como atriz convidada nos dois últimos episódios da terceira temporada de “Lost”.
Em 2008, ela estrelou o filme da Lifetime “The Double Life of Eleanor Kendall”, no qual ela interpretou Nellie, uma mulher divorciada cuja identidade tinha sido roubada. Em junho de 2008, conquistou o papel principal na série da CBS “Swingtown” como Trina Decker, uma mulher que faz parte de um casal de swing. Esse papel rendeu a Lana sua primeira nomeação para o Alma Award. Infelizmente, a série foi cancelada após 13 episódios.
Em 2010, estrelou na produção de Jerry Bruckheimer “Miami Medical” interpretando Dr. Eva Zambrano, porém a série também foi cancelada ainda na primeira temporada.
Entre 2010 e 2011, ela fez diversas participações como atriz convidada em séries, incluindo“Covert Affairs” como Julia Suares (1×03), “Medium” como Lydia Halstrom (7×02), “The Defenders” como Betty (1×07) e “Chase” como Isabella (1×12).

### 2011 - 2018

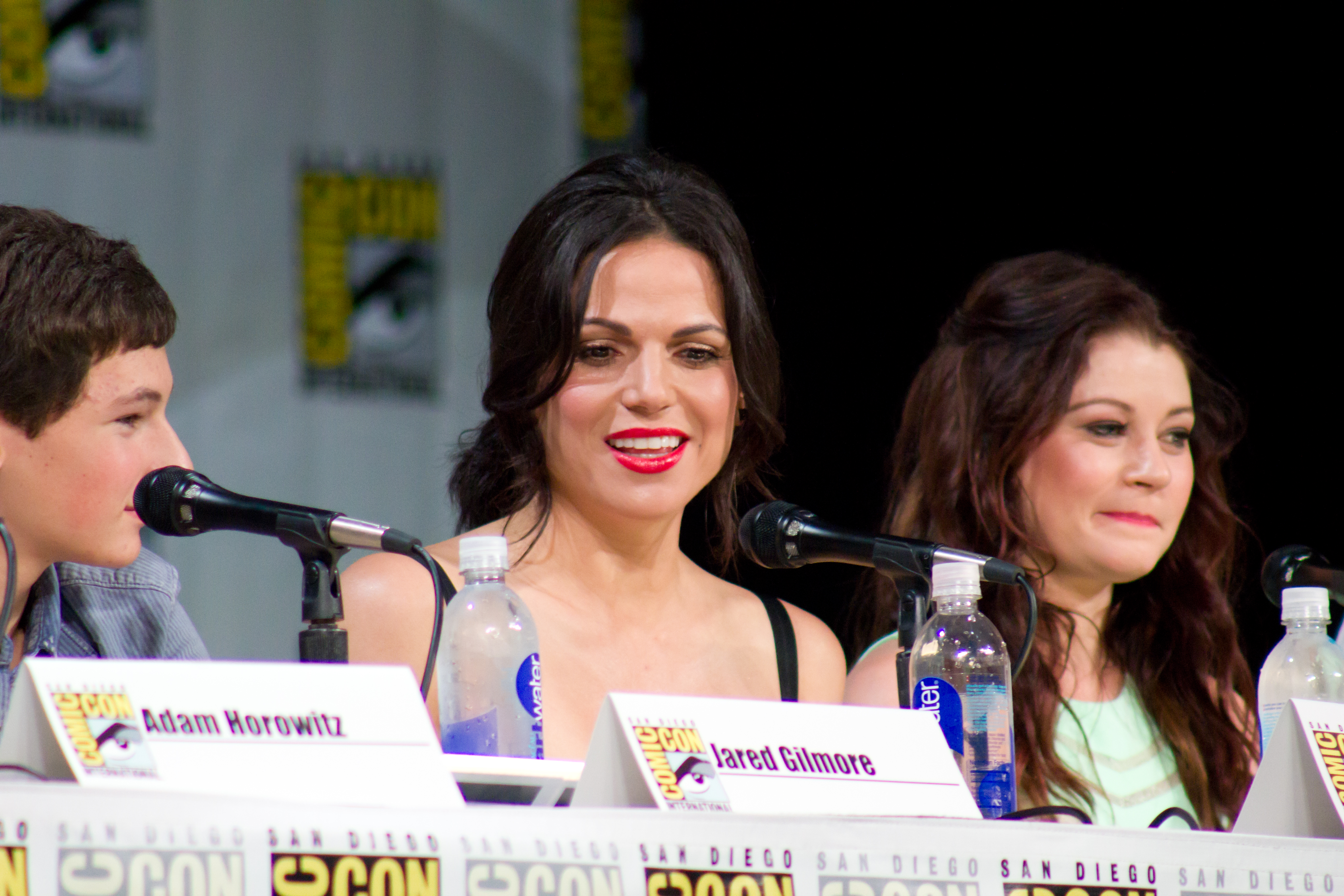
Parrilla na Comic Con 2014

Em Fevereiro de 2011, Lana foi escalada para interpretar Rainha Má/Prefeita Regina Mills a antagonista principal na série de drama e fantasia da ABC, Once Upon a Time criada por Edward Kitsis e Adam Horowitz. A série estreou em Outubro de 2011. O primeiro episódio foi assistido por 12.93 milhões de espectadores e atingiu uma classificação adulta de 18–49 de 4.0/10 e a primeira temporada recebeu comentários favoráveis dos críticos. A segunda temporada estreou em 30 de setembro de 2012, e foi assistida por 11.36 milhões de espectadores, enquanto que a terceira temporada estreou no dia 29 de setembro de 2013, tendo 8.52 milhões de telespectadores e a quarta temporada estreou em 28 de setembro de 2014, tendo 9.47 milhões de espectadores. Em maio de 2015 a ABC renovou a série para sua quinta temporada, tendo sua estreia prevista para o dia 27 de Setembro do mesmo ano. Já em março de 2016, os editores renovaram a série para a sexta temporada, com a estreia prevista para 25 de setembro do mesmo ano.
Embora tenha iniciado a série como a principal antagonista, a personagem de Lana é uma das mais queridas pelo público. Sua performance como Regina Mills vem lhe rendendo comentários positivos dos críticos de televisão.

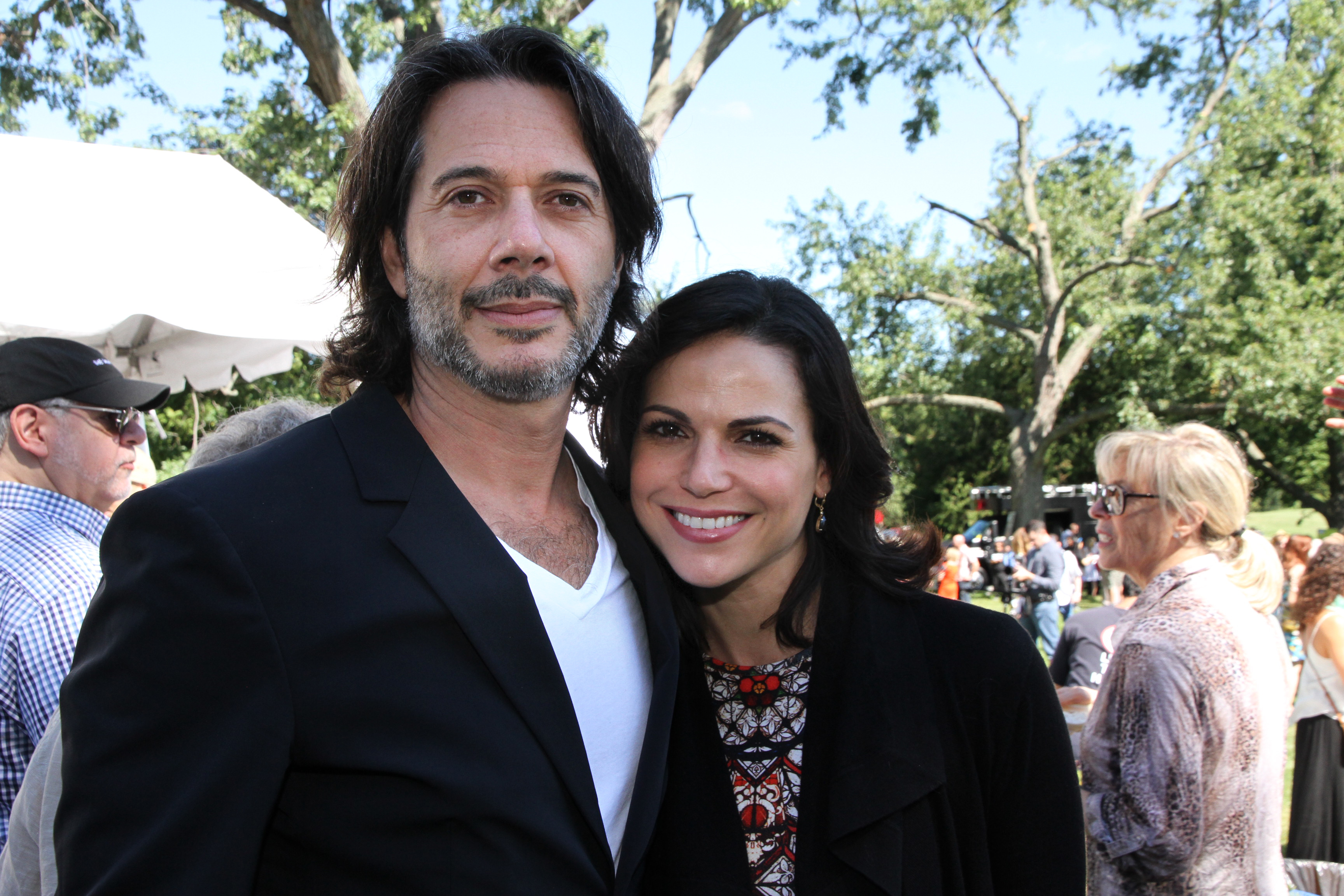
Lana e seu marido Fred Di Blasio (2014)

## Filmografia

### Filmes
| Ano  | Título                             | Papel         | Nota      |
| ---- | ---------------------------------- | ------------- | --------- |
| 1999 | Spiders                            | Marci Eyre    |           |
| 2000 | Very Mean Men                      | Teresa        |           |
| 2003 | Frozen Stars                       | Lisa Vasquez  |           |
| 2005 | One Last Ride                      | Antoinette    |           |
| 2008 | The Double Life Of Eleanor Kendall | Nellie Givens | Telefilme |
| 2020 | The Tax Collector                  | Faviola       |           |
| 2022 | Scrap                              | Stacy         |           |

### Televisão
| Ano       | Título           | Papel                       | Temporada - Episódio        | Nota |
| --------- | ---------------- | --------------------------- | --------------------------- | ---- |
| 1999      | Grown Ups        | Waitress                    | 1ª - 2 e 6                  |      |
| 2000–2001 | Spin City        | Angie Ordonez               | 5ª - 3 ao 23                |      |
| 2002      | Jag              | Stephanie Donato            | 7ª - 15                     |      |
| 2002      | The Shield       | Sedona Tellez               | 1ª - 13                     |      |
| 2002–2003 | Boomtown         | Teresa Ortiz                | 1ª e 2ª - 1 ao 24           |      |
| 2004      | NYPD Blue        | Janet Grafton               | 11ª - 13, 15 e 16           |      |
| 2004      | Six Feet Under   | Maile                       | 4ª - 6 e 7                  |      |
| 2005      | 24 Horas         | Sarah Gavin                 | 4ª - 1 ao 13                |      |
| 2006      | Windfall         | Nina Schaefer               | 1ª - 1 ao 13                |      |
| 2006      | Lost             | Greta                       | 3ª - 21 , 22 e 23           |      |
| 2008      | Swingtown        | Trina Decker                | 1ª - 1 ao 13                |      |
| 2010      | Miami Medical    | Dr. Eva Zambrano            | 1ª - 1 ao 13                |      |
| 2010      | Covert Affairs   | Julia Suarez                | 1ª - 3                      |      |
| 2010      | Medium           | Lydia Halstrom              | 7ª - 2                      |      |
| 2010      | The Defenders    | Betty Johnson               | 1ª - 7                      |      |
| 2011      | Chase            | Isabella Cordova            | 1ª - 12                     |      |
| 2011-2018 | Once Upon a Time | Rainha Má/Regina Mills/Roni | Principal (1ª-7ª Temporada) |      |
| 2021      | Why Women Kill   | Rita Castillo               | Principal (2ª Temporada)    |      |
| 2023      | O poder e a Lei  | Lisa Trammell               | 2ª Temporada                |      |

## Prêmios e nomeações
| Ano  | Prêmio                                                             | Nomeação - Trabalho | Resultado |
| ---- | ------------------------------------------------------------------ | ------------------- | --------- |
| 2003 | NAACP Image Awards para melhor atriz coadjuvante                   | Boomtown            | Venceu    |
| 2008 | ALMA Award de Melhor Atriz em Série de Televisão - Drama           | Swingtown           | Indicado  |
| 2012 | TV Guide Awards para melhor Vilã                                   | Once Upon a Time    | Venceu    |
| 2012 | Saturn Award para Melhor Atriz Coadjuvante na Televisão            | Once Upon a Time    | Indicado  |
| 2012 | Teen Choice Awards                                                 | Once Upon a Time    | Indicado  |
| 2012 | ALMA Award para melhor atriz coadjuvante em TV - Drama             | Once Upon a Time    | Venceu    |
| 2013 | NHMC Impact Award                                                  | Once Upon a Time    | Venceu    |
| 2013 | Teen Choice Awards para melhor vilã de TV                          | Once Upon a Time    | Indicado  |
| 2016 | Teen Choice Awards para Melhor Atriz de Ficção Científica/Fantasia | Once Upon a Time    | Venceu    |